# Els Quatre de Guildford i els Set Maguire
Els Quatre de Guildford (en anglès Guildford Four) i els Set Maguire (Maguire Seven) foren dos grups de persones que van ser condemnades pels atemptats de Guilford, durant els anys 1970, en els tribunals britànics. Els Quatre de Guilford van ser declarats culpables d'haver posat unes bombes fetes per l'Exèrcit Republicà Irlandès (IRA), i els Set de Maguire foren declarats culpables de manipulació d'explosius trobats durant la investigació posterior als atemptats. Les condemnes dels dos grups van ser declarades "insegures i insatisfactòries" i finalment van ser revocades, després que haguessin passat un temps a la presó.

## Els Quatre de Guildford
Els Quatre de Guildford van ser acusats de tenir una implicació directa en els atemptats de l'IRA. Eren els següents:
| Acusat                    | Edat en el moment del judici | Declarat culpable de |
| ------------------------- | ---------------------------- | --- |
| Paul Michael Hill         | 21                           | - Atemptats de Guilford - Atemptats amb bombes al Pub Kings Arms de Woolwich (Londres) - separadament, assassinat del soldat britànic Brian Shaw, confessat durant el mateix interrogatori |
| Gerard "Gerry" Conlon     | 21                           | - Atemptats de Guilford |
| Patrick "Paddy" Armstrong | 25                           | - Atemptats de Guilford - Atemptats amb bombes al Pub Kings Arms de Woolwich (Londres) |
| Carole Richardson         | 17                           | - Atemptats de Guilford |

Els quatre acusats confessaren la seva participació després del seu arrest, però més tard es retractaren. Les confessions formaren la base del cas contra ells i s'explicarien més tard com el resultat de coercions de la policia, que va amenaçar-los, torturar-los, i va amenaçar les seves famílies, a més de l'ús de drogues.
Conlon sosté en la seva autobiografia que un factor clau en la seva confessió coaccionada era el fet que les lleis antiterroristes de principis de la dècada de 1970 permetien a la policia retenir sospitosos sense acusació fins a una setmana, superior al termini previ de 48 hores, i feia més difícil resistir la coerció.
L'octubre del 1975 van ser declarats culpables d'assassinat i altres càrrecs i foren condemnats a cadena perpètua, obligatòria per als adults culpables d'assassinats. Richardson, que era menor en el moments dels atemptats, va rebre un indeterminat At Her Majesty's pleasure, una expressió que al Reialme del Commonwealth significa empresonament per un període indeterminat de temps, però al mateix temps va rebre una cadena perpètua per conspiració. El jutge Donaldson, que també va presidir el judici dels Set de Maguire, expressà el seu disgust pel fet que no s'hagués acusat als Quatre d'alta traïció, la qual cosa encara comportava l'obligatorietat de la pena de mort. En aquella època, el procediment normal era que els jutges fossin consultats pel Secretari de l'Interior en considerar l'emissió d'una cadena perpètua, en comptes de fixar un termini mínim de condemna al judici però en aquest cas, i tenint en compte que el jutge preveia que seria mort quan els presos poguessin sortir en llibertat, va recomanar 30 anys per a Conlon, 35 per a Armstrong i "fins que sigui gran" (great age) per a Hill; el jutge dels Sis de Birmingham no va donar cap recomanació.
No hi va haver proves que els quatre estiguessin implicats amb l'IRA Provisional. Paddy Armstrong i Carole Richardson, una anglesa, vivien en una casa ocupada, i estaven implicats amb drogues i delictes menors, i Conlon afirma a uns quants punts en la seva autobiografia que l'IRA no l'hauria acceptat com a membre a causa dels seus antecedents per furt i altres delictes menors, i que ja se l'havia expulsat, de fet del Fianna Éireann, una organització juvenil republicana estretament lligada amb l'IRA. Paul Michael Hill va néixer i créixer a Belfast en un matrimoni de religió mixt, i de jove va participar en els aldarulls de l'època.

### Coartades
La nit dels atacs, Richardson era a Londres veient la banda Jack the Lad en South Bank Polytechnic. No ho va recordar quan fou arrestada, però es van presentar testimonis, tot i que l'acusació va muntar una versió dels esdeveniments segons la qual havia anat a Guildford a alta velocitat en cotxe. Hill i Armstrong també presentaren coartades, segons la qual Hill es trobava a Southampton. Un testimoni anomenat Charles Burke situava Conlon en un alberg de Londres, però la prova no es presentà a judici.

## Els Set Maguire
El Set Maguire foren acusats de possessió de nitroglicerina, presumptament subministrada per l'IRA per fer bombes després que la policia escorcollés la casa de Kilburn Oest d'Anne Maguire el 3 de desembre de 1974.
Van ser jutjats i declarats culpables el 4 de març de 1976. Les seves condemnes van ser les següents:
| Acusat                    | Relació               | Edat en el moment del judici | Sentència |
| ------------------------- | --------------------- | ---------------------------- | --------- |
| Anne Maguire              |                       | 40                           | 14 anys   |
| Patrick Maguire           | Marit d'Anne          | 42                           | 14 anys   |
| Patrick Maguire           | Fill d'Anne i Patrick | 14                           | 4 anys    |
| Vincent Maguire           | Fill d'Anne i Patrick | 17                           | 5 anys    |
| Sean Smyth                | Germà d'Anne Maguire  | 37                           | 12 anys   |
| Patrick O'Neill           | Amic de la família    | 35                           | 12 anys   |
| Patrick "Giuseppe" Conlon | Cunyat d'Anne         | 52                           | 12 anys   |

Giuseppe Conlon havia viatjat des de Belfast per ajudar el seu fill, Gerry Conlon, en el judici dels Quatre de Guilford. Conlon, que tenia problemes als pulmons des de feia anys, va morir a la presó el gener de 1980, mentre els altres sis van complir les seves sentències i foren posats en llibertat.

## Apel·lacions
Tant els Quatre de Guildford com els Set de Maguire van apel·lar infructuosament les seves sentències. No obstant això, un creixent nombre de grups ben diversos pressionava per fer una revisió del cas.
El febrer de 1977, durant el judici de Balcombe Street, els quatre membres de l'IRA processats en el cas donaren instruccions als seus advocats per tal que "cridessin l'atenció sobre el fet que quatre persones totalment innocents estaven complint llargues penes de presó", referint-se als Quatre de Guildford.
Malgrat les seves peticions a la policia sobre el fet que ells eren els autèntics responsables mai no van ser acusats d'aquests delictes, i els Quatre de Guilford romangueren empresonats durant dotze anys més.
El 1986, Robert Kee va publicar Trial & Error: the Maguires, the Guildford pub bombings and British justice (Judici i Error: els Quatre de Maguire, les bombes del pub de Guilford i la justícia britànica).
Els Quatre de Guildford intentaren fer una apel·lació a l'empara de la Secció 17 de la Criminal Appeal Act de 1968 (derogada més tard), però fou infructuosa; en 1987, el Ministeri de l'Interior britànic publicà un memoràndum on reconeixia que era improbable que els Quatre fossin terroristes, però que això no seria evidència suficient a favor de l'apel·lació.
Sortí a la llum més tard que Gerry Conlon i Paul Hill tenien una coartada: el rodamón i company irlandès Charlie Burke, atès que tots ells estigueren, la nit de les bombes, en diversos bancs dels parcs de Londres. El processament amagà aquella coartada clau de la defensa. Hi havia també al·legacions de tortura i confessions sota coacció, que el jutge Donaldson va ignorar.

### Revocació del "veredicte Guildford"
El 1989, un detectiu que investigava el cas trobà notes de les entrevistes del policia Patrick Armstrong, que s'havien editat fortament amb supressions, addicions i canvis. Aquestes notes, i les seves esmenes, eren coherents amb els escrits i les notes presentats al judici, que suggerien que les notes escrites es feren després que les entrevistes s'haguessin realitzat, la qual cosa implicaria que la policia havia manipulat les notes perquè encaixessin amb allò que volien presentar.
Es va concedir una apel·lació que prenia com a base aquestes proves. Anthony Maurice Gifford, representà Paul Hill i la resta ho foren per Gareth Peirce. El Lord Chief Justice, Lord Lane, va dir que les notes mecanografiades per la policia eren o bé una "fabricació per part de la policia des del començament fins al final, inventades per alguna fèrtil ment policial", o una "nota contemporània manuscrita, escrita després a màquina, [i] modificada amb posterioritat aquí i allà per tal de millorar-la...i finalment reconvertida en manuscrit per diversos agents involucrats de Surrey per tal que pogués fer l'efecte de nota contemporània".
Fos com fos, la policia havia mentit i la conclusió era que, si havien mentit sobre això, tot el conjunt de proves contra ells era enganyós. Els Quatre van ser alliberats el 1989, després d'haver-se revocat les seves sentències.
Paul Hill també s'havia declarat culpable de l'assassinat d'un soldat britànic, Brian Shaw, basat en la seva confessió mentre estava detingut per la policia de Surrey. Va ser alliberat sota fiança, mentre es decidia si prosperava el seu recurs contra la condemna. El 1994, el Tribunal d'Apel·lació de Belfast revocà la sentència de culpabilitat de Hill per l'assassinat de Brian Shaw.

### Revocació dels veredictes dels Maguire
El 12 de juliol de 1990, el Ministre de l'Interior britànic David Waddington publicava l'Informe provisional sobre el cas de Maguire: La investigació sobre les circumstàncies que envolten les condemnes derivades dels atacs amb bombes a Guildford i Woolwich el 1974 on criticava el jutge Donaldson, destapava irregularitats en el maneig de la prova científica, declarava que les condemnes eren errònies i recomanava que el cas tornés altre cop al Tribunal d'Apel·lació.
Les condemnes del Set de Maguire van ser revocades el 1991. El tribunal sostingué que els membres de la Policia Metropolitana de Londres havien colpejat alguns dels Set per obligar-los a confessar els crims i que es va retenir informació que els hauria absolt.

## Conseqüències
Ni les bombes ni les equivocades condemnes de presó no van ocasionar condemnes. Els atemptats amb bomba foren probablement obra de la banda de Balcombe, la qual se n'atribuí l'autoria. Els seus membres ja estaven complint cadenes perpètues, però van ser alliberats en compliment de l'Acord de Belfast. Tres policies britànics - Thomas Style, John Donaldson, i Vernon Attwell - van ser acusats, però van ser declarats no culpables.
El 9 de febrer de 2005, el Primer Ministre del Regne Unit Tony Blair oferí una disculpa a les famílies de les onze persones empresonades pels atemptats amb bomba de Guildford i Woolwich, i aquells relacionats amb ells que eren encara vius, tot dient, en part: "Em sap molt greu que haguessin de patir tal calvari i injustícia... mereixen ser completament i públicament exculpats."
Paul Hill es va casar amb Courtney Kennedy, filla del senador americà assassinat Robert F. Kennedy, i neboda del president assassinat John F. Kennedy, ha tingut una trobada televisada amb el germà de Brian Shaw, que el continuava acusant, i ha viatjat a Colòmbia per assistir al judici dels Tres de Colòmbia.
L'autobiografia de Gerry Conlon Proved Innocent ("Demostri que és innocent") fou adaptada al cinema en la pel·lícula de 1993 In the Name of the Father, protagonitzada per Daniel Day-Lewis, Emma Thompson i Pete Postlethwaite, i nominada als premis Oscar i BAFTA. La pel·lícula descriu l'intent de Conlon de reconstruir la seva relació destrossada amb el seu pare, però això és ficció en part, atès que Conlon mai no va compartir cel·la amb el seu pare, i ni tan sols van estar tancats a la mateixa presó.
S'ha dit que ja ha passat comptes amb el govern per l'error judicial, i que ha rebut una compensació econòmica de l'ordre de 500.000 lliures. La seva mare Sarah Conlon, que havia passat 16 anys fent campanya a favor de la innocència del seu marit i el seu fill, i que va ajudar a assegurar la disculpa, va morir el 20 de juliol de 2008. Conlon ha donat suport a Tommy Sheridan en relació amb les acusacions que s'han manifestat contra ell.
Es diu que ha patit trastorn per estrès posttraumàtic.
Paddy Armstrong ha tingut problemes amb la beguda i el joc. Es va casar posteriorment i se'n va anar a viure a Dublin.
Carole Richardson es va casar i va tenir una filla aviat després del seu alliberament. Ha mantingut un perfil baix.
L'autobiografia del membre més jove dels Set de Maguire, Patrick Maguire My Father's Watch: The Story of a Child Prisoner in 70s Britain ("El rellotge del meu pare: La Història d'un Pres Infantil durant els anys 70 a Gran Bretanya") va veure la llum el maig del 2008. Explica la seva història abans, durant, i després de la seva estada a la presó, i el seu impacte en la seva vida i les vides de la seva família.